# Amethyst, la Principessa di Gemworld
Amethyst: Principessa di Gemworld è il nome di tre serie a fumetti pubblicate dalla DC Comics negli anni ottanta. Seguivano le avventure di una giovane ragazza di nome Amy Winston che a tredici anni scoprì di essere di fatto la principessa di un mondo magico. Amy scoprì anche che quelli che l'avevano cresciuta fino ad allora non erano i suoi veri genitori; scoprì che i suoi veri genitori erano morti e che un losco figuro da Gemworld era in giro a cercarla per ucciderla. Ora Amy deve viaggiare per Gemworld, diventare più saggia attraverso il suo viaggio, e combattere il male che l'attacca.

## Storia della pubblicazione
Amethyst comparve per la prima volta in una storia comica in Legion of Super-Heroes vol. 2 n. 298 (aprile 1983). Le sue origini cominciarono poco dopo nel dodicesimo numero della serie limitata Amethyst: Princess of Gemworld nel 1983, scritta e creata da Dan Mishkin e Gary Cohn con le illustrazioni di Ernie Colon, e nei primi dodici numeri della serie limitata (che la DC identificò come maxi-serie) si conobbero Gemworld, chi è Amethyst e numerosi nemici che avrebbe incontrato successivamente. La serie limitata fu seguita l'anno dopo da un numero Annual nel 1984 e da una serie di sedici numeri. La serie fu seguita nel 1996 da Amethyst Special e da una serie limitata da quattro numeri che finì le avventure del personaggio. La serie era orientata inizialmente ad un pubblico femminile e adolescenziale, ma col tempo prese una piega più aggressiva e dark.

## Biografia del personaggio
Tredici anni prima dell'inizio della serie,  gli eventuali nemici di Amethyst e il suo potenziale marito, il malvagio Dark Opal, Capo della Casa degli Opal, uccisero i suoi genitori, il Re e la Regina della Casa degli Amethyst (che era la casa dominante per diritto, all'epoca) e si auto proclamò capo permanente. Tuttavia, la neonata Principessa Amethyst fu portata sulla Terra da Citrina, per esservi cresciuta. Tredici anni dopo, Amethyst ritornò e guidò la ribellione che uccise Dark Opal e ristabilì la libertà a Gemworld.
Secondo la serie, la famiglia di Amethyst era la più potente utilizzatrice di magia di Gemworld. Erano i naturali governanti di Gemworld finché Dark Opal non li uccise. Dopodiché, l'amica di famiglia e una strega piuttosto potente, Citrina, portò Amethyst sulla Terra per essere cresciuta dagli Winston. Il problema fu che Amethyst fu riconosciuta dagli scagnozzi di Dark Opal, fu portata su Gemworld e lì venne a sapere dei suoi poteri magici. Sebbene Amethyst sembrasse una donna adulta, aveva ancora la mente di una ragazza di tredixci anni: decise, perciò, che Gemworld doveva essere liberata dall'oppressione di Dark Opal. Tentò di mettere insieme degli alleati da ognuno dei dodici regni, ognuno con il nome di una pietra preziosa, ma alcuni si allearono dalla parte di Opal.
Tuttavia, qualche tempo dopo, durante una guerra tra Caos ed Ordine, i Signori del Caos decisero di reclamare Gemworld e mandarono il Signore del Caos chiamato Il Bambino per eseguire il piano. Amethyst riuscì a sconfiggerlo solo fondendosi con lui, e quindi fondendo questo nuovo essere con la stessa Gemworld, intrappolando entrambi.
Recentemente, Amethyst riapparve nell'Universo DC durante Crisi infinita. Fu vista battersi contro lo Spettro su Gemworld in Crisi Infinita n. 2 e fu o abbastanza potente da respingere il suo attacco o abbastanza furba da sfuggirgli. Comparve successivamente come uno dei tanti esseri magici convocati per la ricostruzione della Roccia dell'Eternità nello speciale Day of Vengeance. Amethyst dipartiva dalla Roccia dell'Eternità nel dopo battaglia contro il Dottor Fate, e fu vista ancora una volta in Crisi Infinita n. 6, dove lei e gli altri stregoni dell'Universo DC misero in comune i propri poteri per convocare lo Spettro ritrovato a Stonehenge.
Amethyst è attualmente l'unico Signore dell'Ordine sopravvissuto alla Decima Era della Magia conosciuto. Cosa questo significhi per il suo futuro è sconosciuto.

## Altre versioni
In una versione alternativa, Gemworld fu descritta durante una specie di guerra civile nel crossover del 1997 "Convergence" che ebbe luogo in Book of Fate, Night Force, Challengers of the Unknown e Scare Tactics. In questa storia, Amethyst fu descritta come la criminale, volendo unificare tutte le case di Gemworld ad ogni costo.

## Altri media
- Sono stati trasmessi dei corti animati di Amethyst, disegnati con uno stile simile a quello degli anime, su Cartoon Network.